# 6月29日
6月29日是阳历年中的第180天（闰年是181天），距离一年的结束还有185天。

## 大事记

### 17世紀
- 1613年：英国伦敦的环球剧场在上演戏剧《亨利八世》时，因为大炮道具点燃屋顶而烧毁剧场。
- 1672年：法国国王路易十四拒绝荷兰提出的和平条约。

### 19世紀
- 1854年：清朝苏松太道吴健彰与驻沪美英法三国领事订立关于上海海关征税规则。
- 1864年：在今日的魁北克省聖希萊爾山（英语：Mont-Saint-Hilaire）附近，一列客運列車從一座開放式平轉橋上墜入黎塞留河，造成99人死亡，100人受傷，是加拿大歷史上最嚴重的火車事故。
- 1880年：塔希提王国国王波马雷五世被迫签署文件放弃王位，塔希提及其附近领土成为法国属地。
- 1888年：美國人喬治·古羅（英语：George_Edward_Gouraud）使用愛迪生贈送的留聲機錄製了最早的音樂唱片。
- 1889年：海德 (伊利諾州)（英语：Hyde Park Township, Cook County, Illinois）與幾個伊利諾州小鎮投票決定與芝加哥合併，形成了美國第二大城市。
- 1900年：瑞典政府正式批准设置诺贝尔奖全基金会。

### 20世紀
- 1905年：《時報》刊登广告，宣告震旦学院解散，更名为“复旦公学”。
- 1913年：第二次巴尔干战争爆发。
- 1916年：黎元洪宣布遵行《临时约法》，恢复国会，任段祺瑞为国务总理。
- 1920年：中華民國加入国际联盟。
- 1932年：暹罗建立君主立宪政体。
- 1944年：二战：苏联收复明斯克战役开始。
- 1945年：捷克斯洛伐克割让喀爾巴阡烏克蘭给苏联。
- 1949年：南非开始实行种族隔离计划。
- 1957年：苏共中央全会通过关于马林科夫、卡冈洛维奇、莫洛托夫问题的决议。
- 1965年：美军首次在越南作战。
- 1967年：哥伦比亚作家加西亚·马尔克斯长篇小说《百年孤独》发表。
- 1970年：美军从柬埔寨撤退完毕。
- 1975年：斯蒂夫·沃茲尼亞克成功發明了Apple I個人電腦。
- 1976年：英国直辖殖民地塞舌尔在经协商后宣布脱离英国独立，并成为大英国协的成员国。
- 1978年：越南正式加入经互会。
- 1981年：中國共產黨十一屆六中全會閉幕，華國鋒正式辭去中共中央主席、中央軍委主席職務。胡耀邦接任中共中央主席，鄧小平出任中共中央軍委主席。
- 1985年：歐洲經濟共同體通過歐洲理事會於1955年通過的旗幟繼續沿用作為自身標誌。
- 1986年：阿根廷赢得第16届世界杯足球赛冠军。
- 1987年：韩国执政党领袖卢泰愚提出实行直接选举建议，以谋求结束韩国政治动荡。
- 1993年：西哈努克親王簽署命令，更改柬埔寨國名、國旗和國歌。
- 1994年：中国与安道尔建交。
- 1995年：作为太空梭-和平号计划的一部分，亚特兰蒂斯号成为第一架与俄罗斯和平号空间站对接的美国航天飞机。
- 1995年：南韩首都汉城瑞草区瑞草洞的三丰百货店发生倒塌事故，造成502人死亡、937人受伤。
- 1999年：第一届歐盟-拉美國家首腦會議闭幕。会议发表了《里约热内卢声明》和《行动计划》。

### 21世紀
- 2002年：朝鲜人民军海军和韩国海军的巡逻艇于黄海延坪岛具有争议性的海上边界处爆发军事冲突。
- 2003年：《內地與香港關於建立更緊密經貿關係的安排》（CEPA）在香港簽署。
- 2007年：美国苹果公司研制的智慧型手机iPhone在美国上市，该公司也因而成为市值最高的公司。
- 2009年：中華民國台北捷運內湖線於本日提供免費試乘服務。
- 2022年：法國巴黎特別巡迴法庭針對2015年巴黎襲擊案的20名被告做出有罪判決，此為法國最大規模的刑事審判之一。

## 出生
- 1596年：後水尾天皇，日本第108代天皇（1680年逝世）
- 1730年：查爾斯·摩爾，愛爾蘭貴族，英國陸軍元帥，第一代德羅赫達侯爵（1822年逝世）
- 1868年：喬治·海耳，美國天文學家（1938年逝世）
- 1868年：瀨戶口藤吉，日本音樂家（1941年逝世）
- 1886年：羅貝爾·舒曼，法國政治人物，前任法國總理（1963年逝世）
- 1888年：弗拉基米爾·韋欽金，蘇聯航空工程師（1950年逝世）
- 1890年：亨德里克耶·范·安德爾-席佩爾，荷蘭超級人瑞（2005年逝世）
- 1900年：安托万·圣·德克旭贝里，法國作家（1944年逝世）
- 1908年：勒萊·安德森，美國作曲家（1975年逝世）
- 1914年：彭林，中華人民共和國開國中將（2002年逝世）
- 1924年：戴維·魯賓格，以色列攝影師、攝影記者（2017年逝世）
- 1925年：乔治·纳波利塔诺，義大利政治人物，第11任義大利總統（2023年逝世）
- 1927年：羅慧夫，美國醫生、传教士（2018年逝世）
- 1927年：帕特·麥吉爾，加拿大男子籃球運動員、醫師、教授、政治人物（2022年逝世）
- 1929年：奥里亚娜·法拉奇，意大利女记者（2006年逝世）
- 1932年：王仲奇，中國工程師（2022年逝世）
- 1938年：羅烈，香港演員（2002年逝世）
- 1941年：倍賞千惠子，日本演員
- 1941年：羅納德·科夫曼，以色列裔美國數學家
- 1945年：錢德里卡·班達拉奈克·庫馬拉通加，斯里蘭卡政治人物，前任斯里蘭卡總統
- 1946年：馬凱，中國政治人物，前任中華人民共和國國務院副總理
- 1947年：姜大衛，香港演員
- 1950年：李朝卿，臺灣政治人物，前任南投縣縣長
- 1957年：古爾班古力·別迪穆罕默多夫，土庫曼政治人物，現任土庫曼總統
- 1958年：羅莎·莫塔，葡萄牙女子田徑運動員
- 1958年：娜傑拉·布登，突尼西亞地質學家、政治人物，前任突尼西亞總理
- 1959年：金佩姍，台灣女歌手
- 1959年：姚鴻澤，華裔美國數學家
- 1962年：董文華，中國歌手、一級演員、政協委員
- 1963年：安娜-蘇菲·穆特，德國小提琴演奏家
- 1966年：安德烈·西蒙諾夫，俄羅斯陸軍少將（2022年逝世）
- 1966年：神尾葉子，日本漫畫家
- 1967年：齊藤千穗，日本漫畫家
- 1968年：梁芷珊，香港作家、小说家
- 1971年：野田順子，日本女性聲優
- 1971年：汪峰，中國男歌手
- 1972年：珊曼莎·史密斯，美國兒童演員，在冷戰中的美國、蘇聯以和平活動者身份聞名（1985年逝世）
- 1972年：趙建銘，臺灣醫師
- 1972年：高亞麟，中國男演員、編劇、導演
- 1974年：李忠希，香港男藝人
- 1974年：迫井政行，日本動畫演出家、動畫導演
- 1976年：馬伊俐，中國演員
- 1977年：傑夫·拜納，美國編劇、導演（2025年逝世）
- 1980年：川瀨晶子，日本女性聲優
- 1980年：羅布桑那木斯來·奧雲額爾登，蒙古國政治人物，第32任蒙古國總理
- 1982年：權律，韓國男演員
- 1984年：韓智慧，韓國演員
- 1984年：陳德秀，臺灣演員
- 1985年：西野翔，日本AV女优
- 1987年：齋藤康嘉，日本男演員
- 1988年：村井良大，日本男演員
- 1988年：連詩雅，香港歌手
- 1989年：嘻小瓜，台灣男藝人
- 1989年：陳小紜，中國女演員
- 1990年：木村昴，日本男性聲優
- 1990年：吳沚默，香港女藝人、編劇、作家
- 1990年：孫承源，韓國男演員
- 1991年：顏如憶，臺灣藝人
- 1991年：何穎璇，香港藝人
- 1991年：科懷·雷納德，美國NBA職業籃球運動員
- 1992年：羅斯·娜瑪尤納斯，立陶宛裔美國綜合格斗運動員
- 1992年：蘇海拉·雅各布，瑞士女演員、戲劇製作人
- 1994年：阿莉莎·紐曼，加拿大女子田徑運動員
- 1995年：傅菁，中國女子偶像團體火箭少女101成員
- 1995年：陳怡瑄，台灣女子射箭運動員
- 1995年：陳怡叡，台灣女藝人、Rakuten Girls成員
- 1997年：賈一凡，中國女子羽球運動員
- 1998年：陳詩妤，台灣女歌手
- 1999年：翁田大勢，日本職業棒球運動員
- 2000年：伊波卡，奈及利亞裔臺灣男子籃球運動員
- 2001年：古納·韓德森，美國職業棒球運動員
- 2002年：吳文瑄，台灣童星
- 2003年：裘德·貝靈漢，英格蘭職業足球運動員

## 逝世
- 226年：魏文帝曹丕，三国時期曹魏開國皇帝、文學家（187年出生）
- 1156年：赵桓，宋钦宗，死于金国五国城（今黑龙江依兰）（1100年出生）
- 1435年：郑和，明朝太监，曾七次下西洋（1371年出生）
- 1520年：蒙特蘇馬二世，阿茲特克帝國特諾奇蒂特蘭君主（1475年出生）
- 1858年：耆英，清朝宗室、官員、外交官（1787年出生）
- 1861年：伊莉莎白·巴雷特·白朗寧，英國女詩人（1806年出生）
- 1903年：瀧廉太郎，日本鋼琴家、作曲家（1879年出生）
- 1925年：洪以倫，臺灣詩人（1870年出生）
- 1940年：保罗·克利，德国画家（1879年出生）
- 1959年：苫米地義三，日本企業家、政治家，曾任眾議院議員、運輸大臣與內閣官房長官（1880年出生）
- 1967年：珍·曼絲菲，美國女演員（1933年出生）
- 1969年：莫伊茲·沖伯，剛果民主共和國軍閥（1919年出生）
- 1993年：寇世遠，基督教傳教士，後創立基督之家，台北基督之家主任牧師寇紹恩為寇世遠四子，著名台灣基督徒藝人寇乃馨為寇世遠孫女(1920年出生)
- 2000年：維托里奧·加斯曼，義大利男演員、導演、編劇、電視節目主持人（1922年出生）
- 2003年：凯瑟琳·赫本，美国女演員，美国电影学会AFI百年百大明星評為百年來最偉大的女演員第1名（1907年出生）
- 2005年：傑拉德·C·邦德，美國地質學家（1940年出生）
- 2006年：郭文治，黑龍江齊齊哈爾教區地下主教（1918年出生）
- 2007年：楊德昌，臺灣電影導演（1947年出生）
- 2013年：吉姆·凱利，美國演員、武術家、運動員（1946年出生）
- 2016年：詹姆斯·庫利，美國數學家（1926年出生）
- 2016年：古川麒一郎，日本天文學家（1929年出生）
- 2021年：唐納·倫斯斐，前美國國防部長（1932年出生）
- 2022年：赫舍爾·伍迪·威廉姆斯，美國海軍陸戰隊員，因在硫磺島戰役中的英雄事蹟獲得榮譽勳章的最後一位在世者（1923年出生）
- 2023年：亞倫·阿金，美國男演員、導演、音樂家、歌手（1934年出生）
- 2025年：王浩一，臺灣文史工作者、作家、主持人（1956年出生）

## 节假日和习俗
- 西方基督教：聖伯多祿及聖保祿宗徒節（英语：Feast of Saints Peter and Paul）
- 塞舌尔：獨立日
- ：工程師節
- 荷蘭：退伍軍人節（英语：Veterans' Day (Netherlands)）